# Рич, Адриенна
Адриенна Рич (англ. Adrienne Cecile Rich; 16 мая 1929, Балтимор — 27 марта 2012, Санта-Круз, США) — американская поэтесса, публицистка, представительница второй волны феминизма, лесбиянка.

## Биография
Мать — пианистка и композитор, принадлежала к методисткам, отец — биолог и врач еврейского происхождения. Закончила Радклифф-колледж в Кембридже. Дебютировала в 1951 году книгой стихов «A Change of World», получившей по личному выбору Хью Одена Йельскую премию для молодых поэтесс (Оден сопроводил сборник своим предисловием). С 1966 года с мужем и тремя сыновьями жила в Нью-Йорке. Сблизилась с новыми левыми, участвовала в антивоенных демонстрациях, движении за гражданские права. В конце 1960-х годов развелась с мужем. С 1976 года делила жизнь с писательницей ямайского происхождения Мишель Клифф (род. в 1946). Преподавала в Колумбийском, Ратгерском, Брандейском, Стэнфордском, Корнеллском университетах, Брин-Мор-колледже и др., вела активную общественную жизнь.
Скончалась от последствий ревматоидного артрита.
Младшая сестра — писательница Синтия Рич (род. 1933).

## Творчество
Автор 25 книг стихов, 6 сборников эссе и заметок. Принадлежит к крупнейшим поэтессам США второй половины ХХ — начала XXI вв., влиятельным фигурам американской общественной сцены. Известность, в частности, получила её книга «Рожденные женщиной: материнство как личный опыт и социальный институт» (1976) и феминистское эссе «Принудительная гетеросексуальность и существование лесбиянки» (1980), позднее включенное в книгу «Хлеб, кровь и поэзия» (1986).

## Признание
Лауреатка многочисленных премий за поэзию, среди которых — Национальная книжная премия за книгу Diving into the Wreck (1974, разделила её между писательницами Одри Лорд и Элис Уокер), медаль Роберта Фроста (1992), Поэтическая премия за книгу Atlas of the Difficult World (1992), премия Лямбда за книгу Dark Fields of the Republic (1995), премия Уоллеса Стивенса (1996), премия Боллингена (2003), медаль Национального книжного фонда за выдающийся вклад в американскую литературу (2006), Гриффиновская поэтическая премия за жизненное достижение (Канада, 2010) и др. Член Американской академии искусств и наук (1991). Канцлерша Академии американских поэтесс (с 2002).

## Публикации на русском языке
- На память. Пер. Сабита Мадалиева